# Peptides
Peptides ist eine wissenschaftliche Fachzeitschrift, die vom Elsevier-Verlag veröffentlicht wird. Die Zeitschrift erscheint monatlich. Es werden Arbeiten veröffentlicht, die sich mit der Chemie, Biochemie, Physiologie und Pharmakologie von Peptiden beschäftigen.
Der Impact Factor lag im Jahr 2014 bei 2,618. Nach der Statistik des ISI Web of Knowledge wird das Journal mit diesem Impact Factor in der Kategorie Pharmakologie und Pharmazie an 108. Stelle von 254 Zeitschriften und in der Kategorie Biochemie und Molekularbiologie an 150. Stelle von 289 Zeitschriften geführt.